# Грб општине Мали Зворник
Грб Малог Зворника усвојен је 30.05.2011. године. Грб има три нивоа, а уз њега својена је и застава општине. Аутор грба је Тихомир Ачански, члан Српског хералдичког друштва. Главни мотив бившег амблема општине Мали Зворник био је хидроелектрана „Зворник“. Амблем није пратио хералдичка правила, па је замењен 2011. године.

## Опис грба
Блазон Малог грба гласи: У црвеном штиту, златни стуб у који је уписан црвени Т-меандар; десно од стуба сребрна крилата муња; лево од стуба сребрна риба, главом на више. 
Блазон Средњег грба гласи: У црвеном штиту, златни стуб у који је уписан црвени Т-меандар, десно од стуба сребрна крилата муња, лево од стуба сребрна риба, главом на више. Штит је крунисан златном некренелисаном бедемском круном. Испод свега је бела симетрично изувијана трака на којој је написано име општине.
Блазон Великог грба: У црвеном штиту, златни стуб у који је уписан црвени Т-меандар, десно од стуба сребрна крилата муња, лево од стуба сребрна риба, главом на више. Штит је крунисан златном некренелисаном бедемском круном, над којом је црни знак Ихтиса. Чувари су две сребрне куле над чијим је вратима истакнут по један црвени штит на коме се налази сребрни крст између четири сребрна оцила. Из десне куле израста златним ресама оперважен стег Србије, док из леве израста златним ресама оперважен стег општине. Постамент је брдовити пејзаж обрастао дрвећем, са знаком Хидроелектране Зворник. испод штита. Испод свега је бела симетрично изувијана трака на којој је исписано име општине.